# Esport Club Granollers
El Esport Club Granollers es el club de fútbol más destacado de la ciudad de Granollers y el decano de este deporte en la comarca del Vallés Oriental, que recientemente ha celebrado su Centenario, el 2 de marzo de 2013. Cuenta hoy día con 23 equipos y unos 300 jugadores federados en las diferentes estructuras de competición y formación.

## Historia
El 2 de marzo de 1913 se funda el Granollers Foot-ball Club que tras una escisión en el seno de la entidad cambiará su nombre a Granollers Sport Club dos años después. Los primeros partidos se jugaron en el Campo del Gas hasta que en 1922 se inauguró su actual estadio, en la calle Gerona.
Vivió su primera época de esplendor en los años 1930, cuando conquistó tres veces el Campeonato de Cataluña de segunda categoría (1933, 1935 y 1936). Su mayor éxito fue en la temporada 1935/36, cuando logró ascender a la Segunda División de España. Pero su debut en la categoría de plata debió esperar tres años, ya que el campeonato liguero se vio interrumpido por la Guerra Civil. Tras la contienda, el club se vio obligado a castellanizar su nombre, pasando a ser Club Deportivo Granollers. Su paso por la Segunda División fue efímero, ya que solo permaneció una temporada.
Luego se estabilizó en la Tercera División, categoría en la que permaneció durante un cuarto de siglo, de 1943 a 1968 (salvo la temporada 1948/49, que jugó en Regional). La temporada 1955/56 fue campeón de la categoría, lo que le permitió disputar, sin éxito, la promoción de ascenso para regresar a Segunda.
El club no supera las categorías regionales en toda la década de los años 1970. Fue a partir de los años 1980 cuando de nuevo se convirtió en uno de los equipos puntales de Catalunya. Jugadores como Joan Vilà (FC Barcelona), Enric Moret (Real Valladolid), Pérez Contreras (UD Almería), Galera (Real Club Celta),... vuelven a jugar en el club donde se formaron. De estas temporadas cabe destacar a jugadores como Antonio Rueda (Andorra CF y Real Jaén), Ramón Bruch, Vilches, Blanco, López, Ismael, Navarro, Antonio, Juli López,... que fueron santo y seña de este club.
En el fútbol base del EC Granollers se han formado algunos de los más destacados futbolistas vallesanos, que han logrado la internacionalidad con la Selección de fútbol, como Toni Jiménez, Sergi Barjuán o Gerard López.

## Palmarés
- Campeonato de Cataluña de segunda categoría (3): 1933, 1935, 1936
- Liga de Tercera División (1): 1956
- Liga de Primera Catalana (1): 2002
- Promoción a 2ªB (1): 2004
- Liga de Segunda Catalana (1): 2012